# Bobărești (Vidra), Alba
Bobărești este un sat în comuna Vidra din județul Alba, Transilvania, România. La recensământul din 2002 avea o populație de 69 locuitori.